# Satyrowie

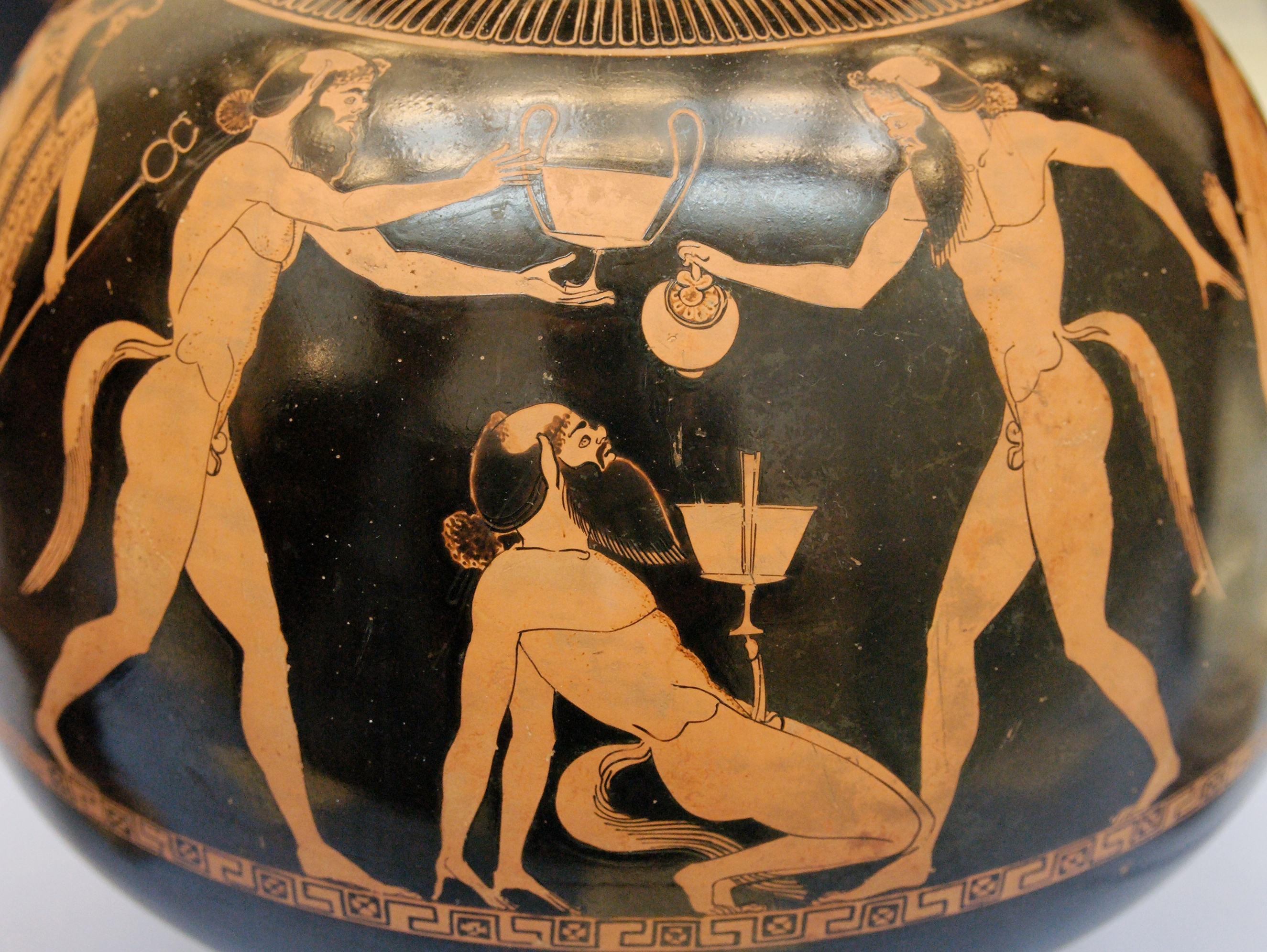
Satyrowie na psykterze czerwonofigurowym z początku V w. p.n.e.

Satyrowie lub satyry (gr. Σάτυροι Sátyroi, lp. Σάτυρος Satyros, łac. Satyri, Fauni, lp. Satyrus, Faunus) – greckie bożki, demony leśne, bóstwa płodności. Według niektórych ojcem satyrów był Hermes, a matką Iphtime. U Hezjoda określane są mianem braci nimf górskich i Kuretów. Fakt, że kojarzono satyrów z nimfami, kultem dionizyjskim oraz płodnością natury, wskazuje na pierwotnie chtoniczną naturę tego bóstwa.
Satyrowie wchodzili w skład orszaku Dionizosa i – jak on – kojarzeni byli z męskim popędem seksualnym; miano „satyrów” nosili też mężczyźni uczestniczący w orszakach dionizyjskich (analogicznie, kobiety, które brały udział w tych pochodach, znane były jako menady). Na wazach greckich przedstawiano ich zatem z wyeksponowanym, często wyolbrzymionym członkiem w stanie erekcji.
Satyrów wyobrażano sobie jako istoty silnej budowy; górną połowę ciała miały ludzką, dolną – zwierzęcą; przedstawiano je ze zmierzwionymi włosami, płaskim nosem, spiczastymi uszami; później dodano im kozi czy koński ogon. Głównym satyrem był Sylen – pomniejsze bóstwo kojarzone (podobnie jak Hermes i Priap) z płodnością.
Satyry, bóstwa naturalne, uchodziły za istoty nieprzyjazne człowiekowi, choć nie bezpośrednio mu wrogie; satyry, w przeciwieństwie do bogów większych, zantropomorfizowanych, nie zdradzały chęci do nawiązywania związków ze światem ludzkim, unikały go i nie życzyły sobie, by ludzie ingerowali w ich świat.
Jako uczestnicy orszaku dionizyjskiego satyrowie, tak jak Dionizos, uwielbiali muzykę, wino, taniec i rozkosz, które wprawiały ich w stan upojenia; grali na fletni, cymbałach i kastanietach; tańczyli z nimfami, które lubili wprawiać w przerażenie i które prześladowali, by w końcu je zniewolić. Uprawiali specyficzną formę tańca znana jako sikinnis. Ze względu na umiłowanie wina, często przedstawiani są z winoroślami i z pucharami w dłoniach.
Satyrowie jako bogowie mniejsi (dii minorum gentium) nie byli nieśmiertelni, uważano jednak, że dożywają późnego wieku. Na wazach greckich występują w formach odpowiadających trzech stadiom życia ludzkiego. Satyrowie starsi znani byli jako sileni, a młodsi znani byli jako satyrisci.
Ze względu na swój chtoniczny, nieprzyjazny człowiekowi charakter, a także w związku z faktem, że satyrowie wchodzili w skład orszaku dionizyjskiego, w chrześcijańskim średniowieczu postać satyra stała się archetypem – nieznanego wcześniej – wyobrażenia diabła, choć raczej w jego ludowej, rubasznej postaci.